# ONT Carpați
Pentru alte sensuri ale numelui, a se vedea Carpați (dezambiguizare) 
ONT Carpați (Oficiul Național de Turism Carpați) a fost o companie hotelieră din România, înființată în anul 1936 fiind inițial o companie de stat.
In 2011 compania a declarat falimentul.

## Scurt istoric

### Perioada interbelică

Sigla ONT între 1936 şi 1947

Ideea lui Emil Racoviță de a se organiza o instituție de stat a turismului, se materializează în anul 1926 când se fondează (prin legea sanitara) Oficiul Național de Turism (ONT), incorporat in Ministerul Sănătății, cu sarcina de a coordona activitatea stațiunilor balneo-climaterice din tara. Însă abia la 4 ianuarie 1936, ONT a devenit organizație cu un statut bine definit, când se înființează, urmare a Legii pentru organizarea turismului, promulgată cu înaltul decret regal nr. 322 din 29 februarie 1936, publicată în  Monitorul Oficial nr. 50, partea I din 29 februarie 1936, în cadrul Ministerului de Interne. În același an, deschide un birou la Sinaia. 
În anii `30 va fi perioada când se vor construi cele mai multe cabane din munții Bucegi, făcute de asociații sportive, de armată și chiar de particulari.
Înființat pentru a crea condiții prielnice dezvoltării turismului, O.N.T. și-a fixat de la început, pe lângă un program de organizare turistică, ajutorarea, îndrumarea și coordonarea activităților turistice din inițiativă privată.
Principalele sarcini ale O.N.T erau:

- studierea mijloacelor de dezvoltare a turismului.

-informarea publicului larg asupra turismului, organizând propagandă turistică prin ghiduri, broșuri, afișe, călăuze, filme, reviste turistice, conferințe la radio 

- îmbunătățirea mijloacelor de transport,  un control riguros al hotelurilor, pensiunilor, restaurantelor și caselor de adăpost, construirea de noi hoteluri

- organizarea expozițiilor de turism în țară, participarea la toate manifestările turistice în străinătate și la congresele internaționale prin standuri turistice cu fotografii, hărți și afișe; sprijinirea societăților turistice românești pentru stimularea și atragerea turiștilor străini în România.

- colaborare cu manifestările și mișcările cu caracter sportiv, asociațiile alpine, cluburile de automobilism și ciclism din țară. 

### Perioada comunistă

Sigla ONT în perioada comunistă

Schimbarea regimului din România, a determinat ca asociațiile turistice să fie dizolvate în anul 1948, iar tot patrimoniul deținut de ele a fost trecut în subordinea Oficiul Național de Turism.

### 1990-2011
După 1989, O.N.T. a fost privatizat, în 2011 acționariatul companiei fiind format din New Marathon Tours LTD (72,90%, companie înregistrată în Cipru), Gheorghe Răcaru (5,27%) și alți acționari (21,83%).
Compania New Marathon LTD a fost înființată în anul 1989, iar valoarea activelor sale este de peste 140 milioane dolari, compania fiind prezentă pe mai multe piețe turistice, printre care Cipru, Liban, România și Egipt.
ONT Carpați, în colaborare cu Universitatea Populară Ioan I. Dalles, a organizat anual cursuri de turism, acreditate de catre Ministerul Educatiei Nationale si Ministerul Muncii si Protectiei Sociale, in conformitate cu prevederile legii Învatamantului (nr. 84/1995, Art 135, al 2). Societatea S.C. ONT Carpati SA, s-a ocupat in toti acesti ani si de formarea profesionala a celor care doreau sa devina ghizi-nationali de turism si au avut o echipa de profesionisti. Certificatele de calificare profesionala in meseria de ghid-national de turism, emise de S.C. ONT Carpati SA, au fost recunoscute de catre Ministerul Turismului din Romania, în baza carora a emis atestate de ghid de turim.
In 2011 acționarii companiei au declarat-o falită.

## Activități

### Perioada interbelică
După înființare, O.N.T. a patronat o parte dintre asociațiile turistice care au fondat în 1934 „Federația Societăților de Turism și Alpinism”.
Până la declanșarea celui de-Al Doilea Război Mondial, realizările importante ale O.N.T. au fost:

- clasarea și amenajarea stațiunilor balneare și turistice;

- construirea de hoteluri în Mamaia, Vâlcov, Turnu-Severin, Sarmizegetusa, Balcic, Predeal, Delta Dunării, etc.;

- terminarea contrucțiilor începute sau la ridicarea de noi case de adăpost în zonele de munte, cum ar fi Rânca, Obârșia Lotrului, Babele, Ciucaș, etc.;

- încurajarea sporturilor de iarnă prin amenajarea pârtiilor (pentru bob și schi), dar și a trambulinelor de schi, în stațiunile Sinaia, Predeal, Vatra Dornei, Râmnicu Vâlcea;

- editarea revistei O.N.T. România;

- promovarea, prin imagini și materiale video, a frumuseților naturale și a resurselor României. 
Amintim câteva cabane construite în acea perioadă:
- Cabana Bolboci (1929)
- Cabana Padina (1929)
- Cabana Marele Voievod Mihai (Piatra Arsă) (1933-1934)
- Cabana Vârful cu Dor (1936)
- Cabana Caraiman (1937)
- Cabana Babele (1937-1939)

### 1990-2011
Acțiunile companiei se tranzacționează la categoria de bază a pieței Rasdaq, secțiunea XMBS, sub simbolul ONZV.
ONT Carpați deține hotelul New Montana din Sinaia cotat la patru stele,
precum și 30 de procente din capitalul Companiilor Hoteliere Grand, proprietar al hotelului JW Marriott din București.
ONT Carpați a încheiat anul 2006 cu cheltuieli de 17,61 milioane lei și venituri de 15,02 milioane lei, deci o pierdere de 2,41 milioane lei.
În 2011, compania a falimentat.